# Economia del Vietnam

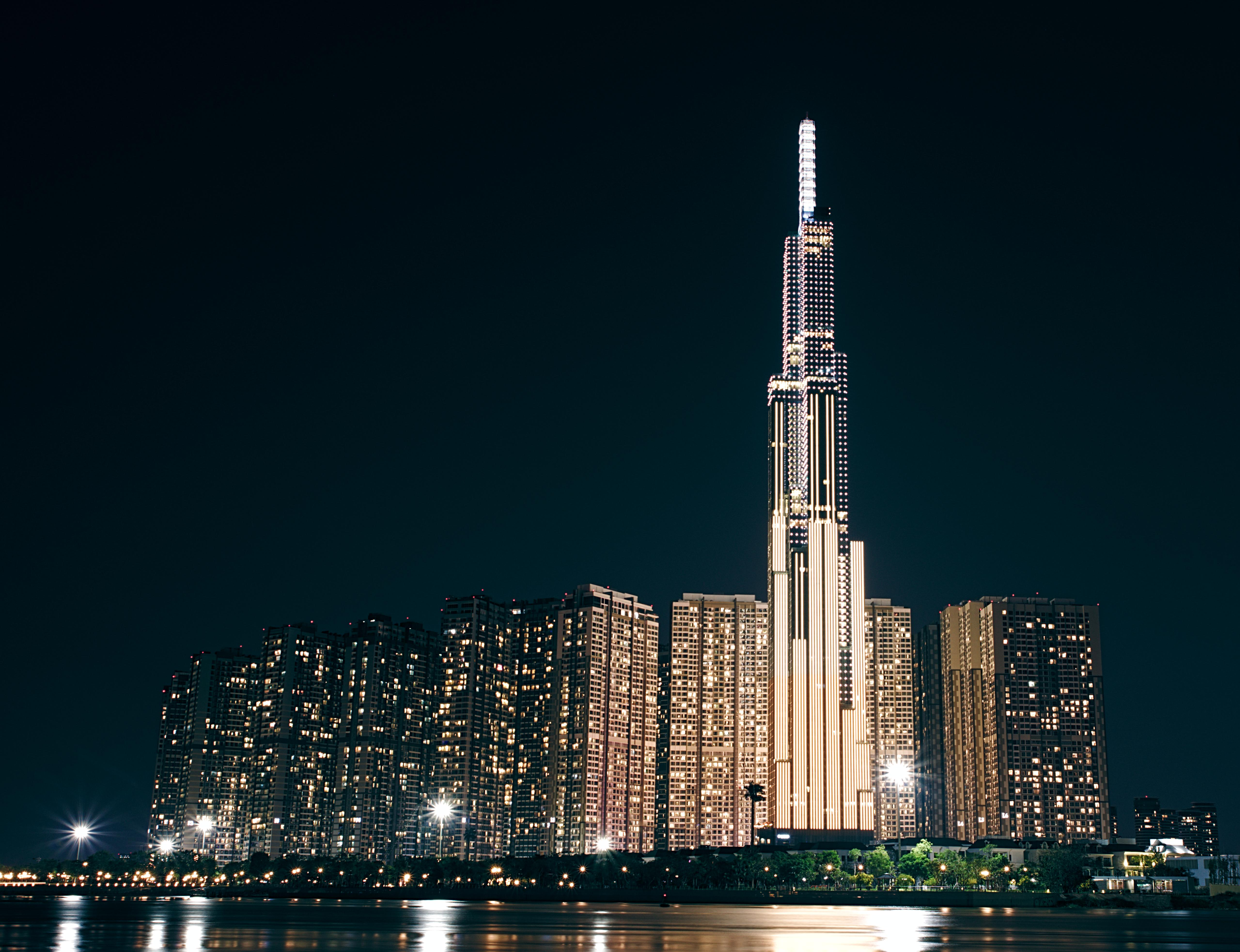
Ho Chi Minh è la capitale ed il principale centro economico, culturale, commerciale e finanziario del Vietnam

L'economia del Vietnam è una delle economie a più rapida crescita nel mondo; lo stato asiatico infatti ha prodotto nel 2017 un PIL di 648 miliardi di dollari americani a parità di potere d'acquisto e di 220 miliardi in termini nominali al 2017. Secondo i dati del 2017, l'agricoltura ha prodotto il 40% del PIL, l'industria il 25,7% e il terziario il 34%. È stata inoltre abbattuta la disoccupazione, che nel 2016 era pari al 2,2%.; il reddito pro capite del paese nel 2017 è stato stimato in 6.900 dollari. Dal 1986, il governo ha avviato una serie di riforme economiche e politiche chiamate Do Moi, che hanno aperto il percorso del Vietnam verso il libero mercato e l'integrazione nell'economia mondiale. Queste riforme hanno aperto il paese agli investimenti stranieri in tutti i campi economici e permesso anche lo sviluppo del turismo che ha avuto un incremento considerevole e nel 2016 ha superato i 10 milioni di presenze annue. Nel 2000, lo stato ha riallacciato relazioni diplomatiche con tutte le nazioni e sempre dallo stesso anno, il paese sta registrando una rapida crescita economica e sociale; la crescita economica per quasi due decenni si è assestata a livelli tra il 7% e l’8% del PIL su base annua e ha permesso l'abbattimento della povertà e l'aumento del salario.

## Agricoltura e allevamento e pesca

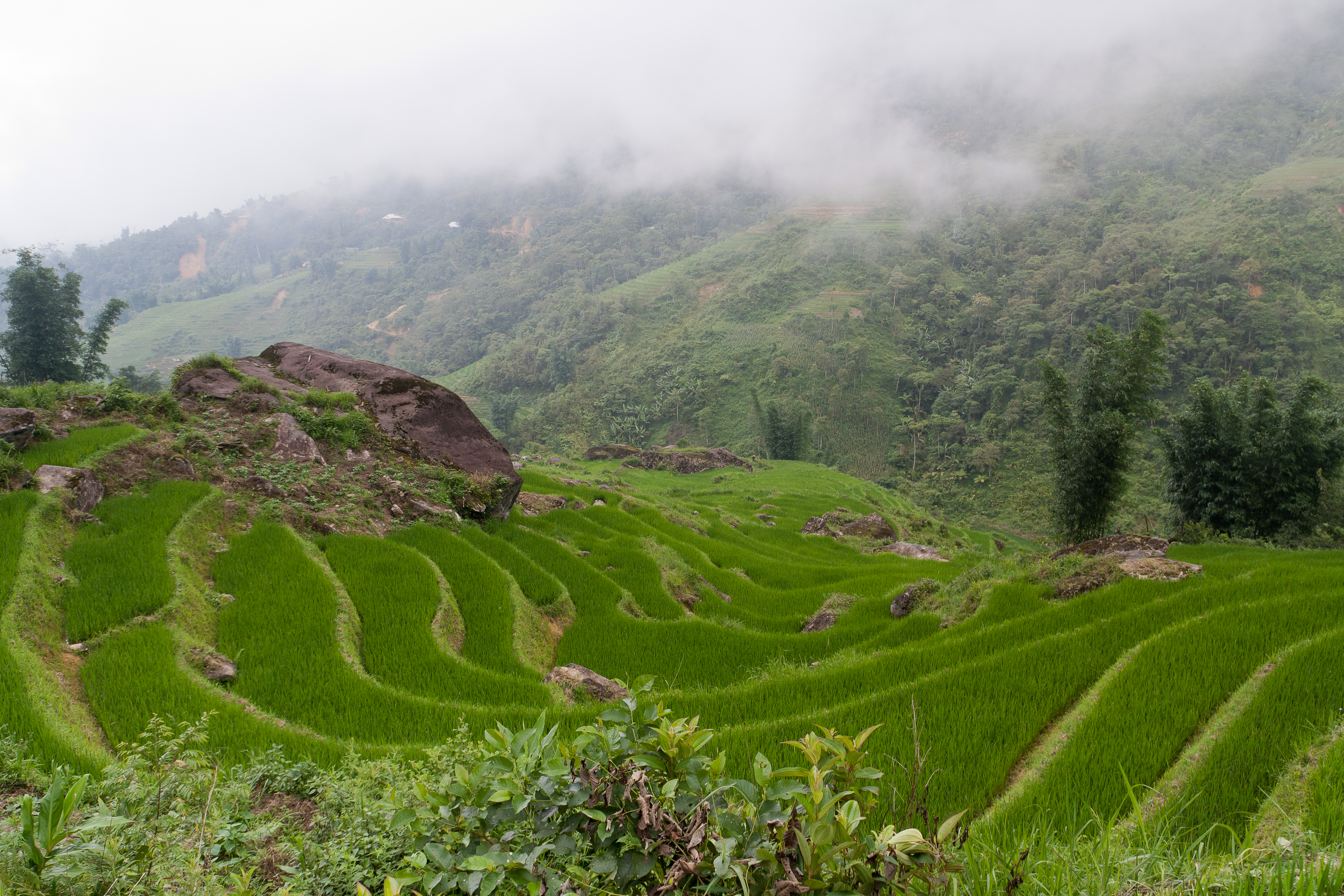
Terrazzamenti di riso a Sa Pa

Nel 2003, il Vietnam ha prodotto circa 30,7 milioni di metri cubi di legno. La produzione di segati era di ben 2.950 metri cubi. Nel 1992, in risposta alla deforestazione, il Vietnam ha imposto un divieto all'esportazione di tronchi e legname grezzo. Nel 1997 il divieto è stato esteso a tutti i prodotti in legno ad eccezione dei manufatti in legno. Durante gli anni '90, il Vietnam iniziò a bonificare la terra per le foreste con un programma di piantagione di alberi.
L'industria della pesca vietnamita, che dispone di abbondanti risorse date le lunghe coste del paese e fiumi e laghi, ha generalmente registrato una crescita moderata. Nel 2003, la cattura totale è stata di circa 2,6 milioni di tonnellate. Tuttavia, le esportazioni di prodotti ittici sono quadruplicate tra il 1990 e il 2002 a più di 2 miliardi di dollari USA, guidate in parte dagli allevamenti di gamberetti nel sud e dal "pesce gatto", che sono una specie diversa dalle loro controparti americane, ma sono commercializzati nel Stati Uniti con lo stesso nome.
Il Vietnam è uno dei principali paesi esportatori di riso al mondo, ma la limitata sofisticazione dei piccoli agricoltori vietnamiti fa soffrire la qualità. Il Vietnam è anche il secondo esportatore mondiale di caffè , dietro al Brasile.
Il Vietnam ha prodotto nel 2018:

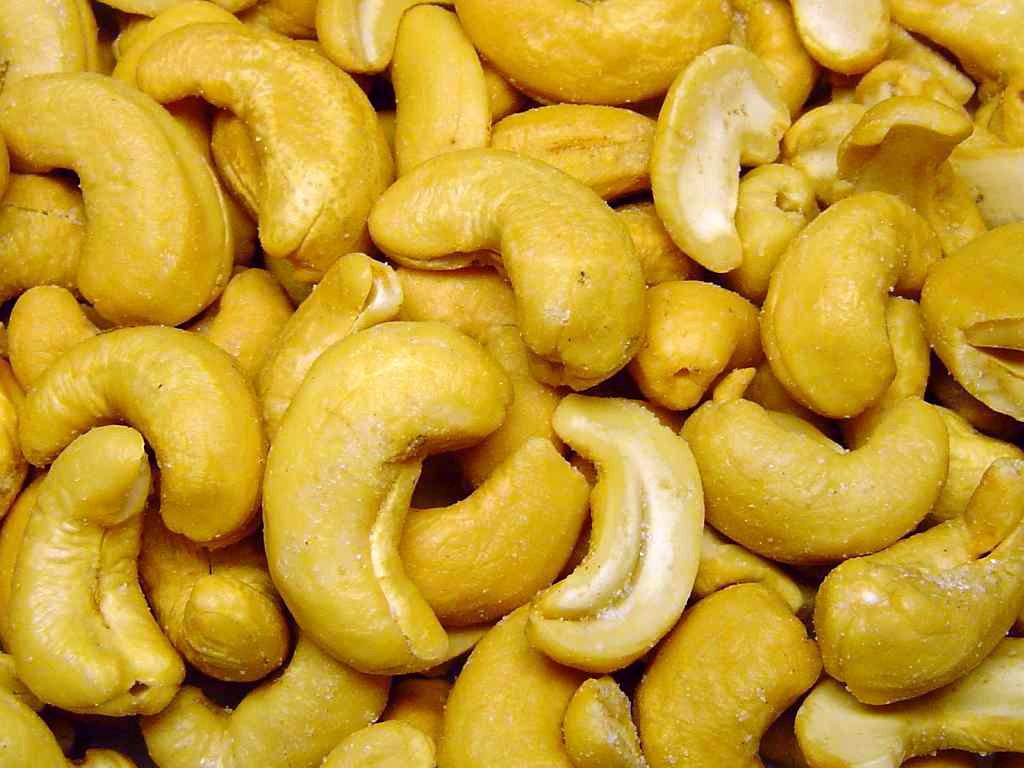
Il Vietnam è il principale produttore mondiale di anacardi.

- 44,0 milioni di tonnellate di riso (5° produttore mondiale, dietro Cina, India, Indonesia e Bangladesh);
- 17,9 milioni di tonnellate di canna da zucchero (16° produttore mondiale);
- 14,8 milioni di tonnellate di vegetali;
- 9,8 milioni di tonnellate di manioca (7° produttore mondiale);
- 4,8 milioni di tonnellate di mais;
- 2,6 milioni di tonnellate di anacardi (maggior produttore al mondo);
- 2,0 milioni di tonnellate di banana (20° produttore mondiale);
- 1,6 milioni di tonnellate di caffè (2° produttore mondiale, dietro solo al Brasile);
- 1,5 milioni di tonnellate di cocco (6° produttore mondiale);
- 1,3 milioni di tonnellate di patata dolce (9° produttore mondiale);
- 1,2 milioni di tonnellate di anguria;
- 1,1 milioni di tonnellate di gomma naturale (terzo produttore mondiale, dietro Thailandia e Indonesia);
- 852mila tonnellate di arance (18° produttore mondiale);
- 779 mila tonnellate di mango (compresi mangostano e guava);
- 654mila tonnellate di ananas (12° produttore mondiale);
- 270mila tonnellate di tè (6° produttore mondiale);

Oltre a produzioni minori di altri prodotti agricoli.
Nel 2018, il Vietnam è stato il quinto produttore mondiale di maiale (3,8 milioni di tonnellate). Quest'anno il paese ha prodotto anche 839mila tonnellate di carne di pollo, 334mila tonnellate di manzo, 936 milioni di litri di latte di mucca, 20mila tonnellate di miele, tra gli altri .

## Industria

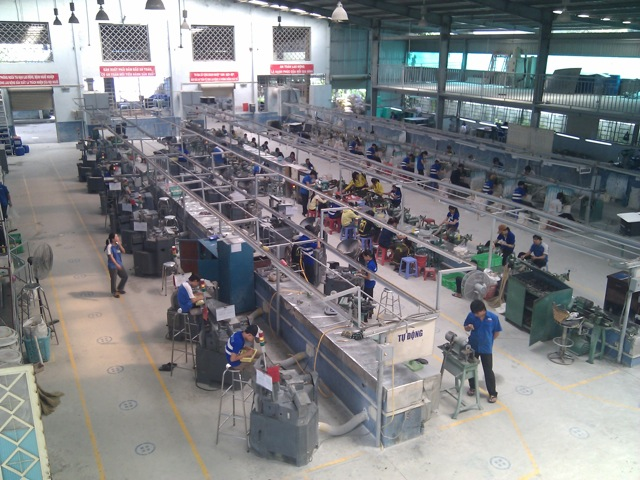
Fabbrica di bottoni per indumenti in Vietnam

Sebbene il settore industriale abbia contribuito per il 40,1% al PIL nel 2004, ha impiegato solo il 12,9% della forza lavoro. Nel 2000 il 22,4% della produzione industriale era attribuibile ad attività non statali. Dal 1994 al 2004 il settore industriale è cresciuto a un tasso medio annuo del 10,3%. La produzione ha contribuito per il 20,3% al PIL nel 2004, impiegando il 10,2% della forza lavoro. Dal 1994 al 2004 il PIL manifatturiero è cresciuto a un tasso medio annuo dell'11,2%. I principali settori manifatturieri - elettronica, trasformazione alimentare, sigarette e tabacco, tessile, prodotti chimici e calzature - hanno registrato una rapida crescita. Beneficiando della sua vicinanza alla Cina con un costo del lavoro inferiore, il Vietnam sta diventando un nuovo polo produttivo in Asia, in particolare per le aziende coreane e giapponesi. Ad esempio, Samsung produce circa il 40% dei suoi telefoni in Vietnam. Nell'ultimo decennio, è stata sviluppata una significativa industria automobilistica in Vietnam|industria automobilistica. A partire dal 2019 Samsung impiega oltre 200.000 dipendenti nell'area di Hanoi in Vietnam per produrre smartphone, mentre esternalizza parte della produzione in Cina e produrre gran parte dei suoi telefoni in India. LG Electronics ha trasferito la produzione di smartphone in Vietnam dalla Corea del Sud, per rimanere competitiva.

## Servizi e terziario

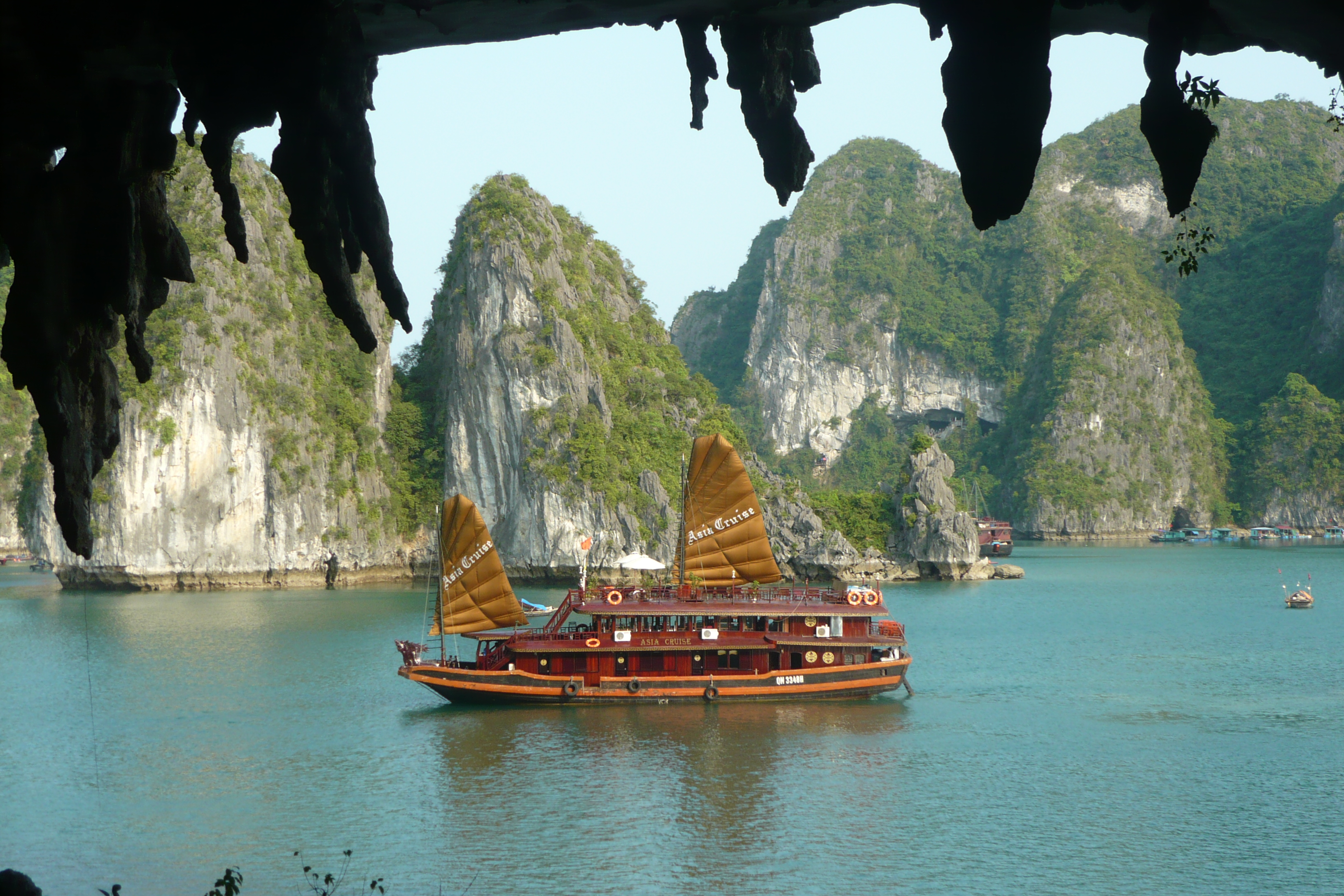
Hạ Long Bay

Nel 2004 i servizi rappresentavano il 38,2% del prodotto interno lordo (PIL). Dal 1994 al 2004 il PIL attribuibile al settore dei servizi è cresciuto a un tasso medio annuo del 6,0%.
Le banche più importanti sono la statale VietinBank, BIDV e Vietcombank, che dominano il settore bancario. C'è anche una tendenza agli investimenti esteri in banche redditizie. Ad esempio, VietinBank è attualmente di proprietà di Bank of Tokyo Mitsubishi UFJ (19,73%) mentre Vietcombank è di proprietà di Mizuho (15%).

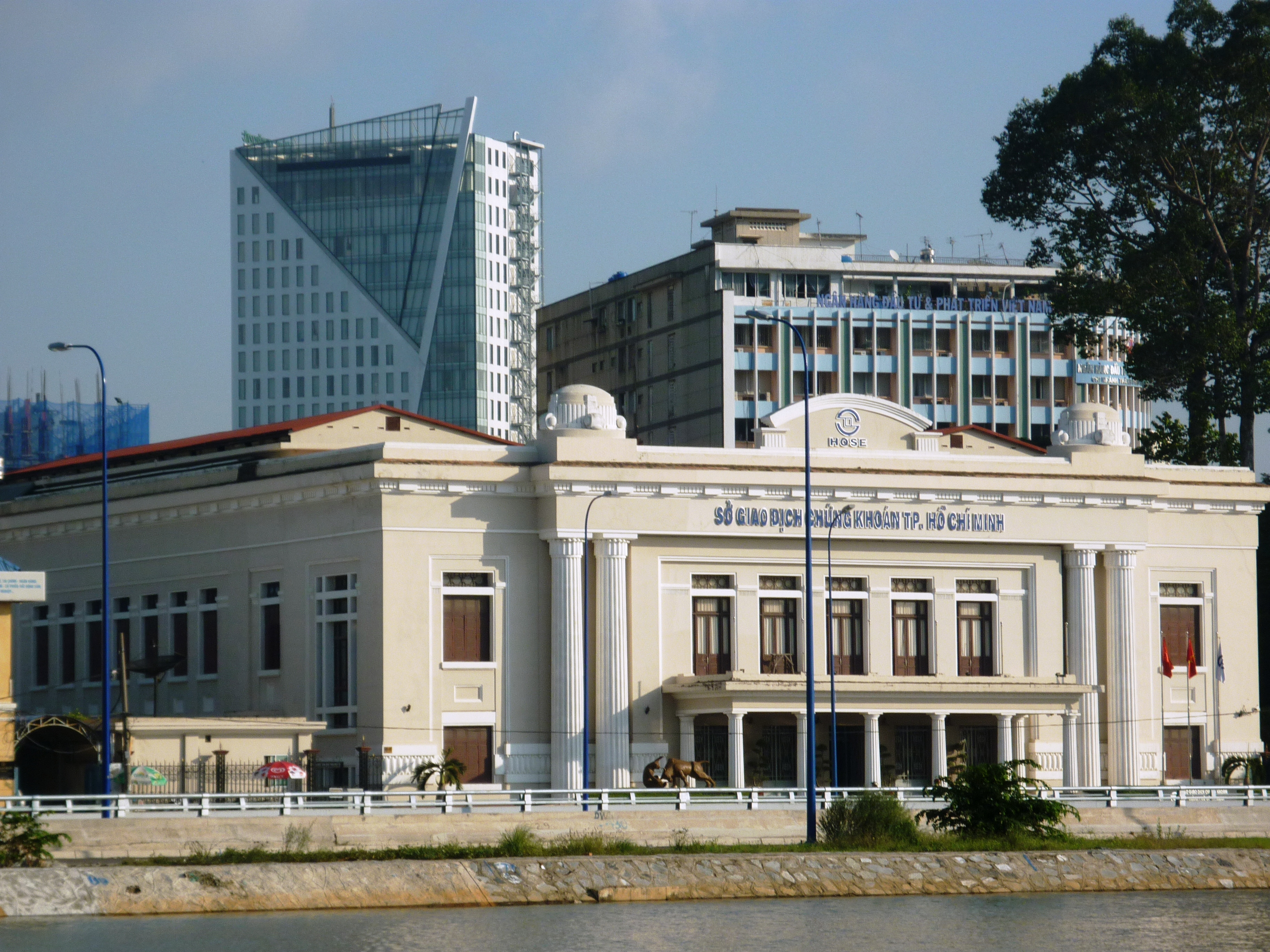
Borsa valori di Ho Chi Minh

Il 10 luglio 1998 il primo ministro vietnamita Phan Văn Khải firmò un decreto riguardante il mercato azionario e obbligazionario preannunciando l'apertura di due borse valori ad Hanoi e a Ho Chi Minh.. La borsa di Ho Chi Minh venne ufficialmente creata il 20 luglio 2000. Alla fine del 2006 la sua capitalizzazione, combinata a quella della Borsa di Hanoi, raggiungeva 14 miliardi di dollari statunitensi, cifra pari al 22,7% del prodotto interno lordo vietnamita. A luglio 2010 nella borsa erano quotate 247 aziende per una capitalizzazione azionaria complessiva di 537,4 triliardi di đồng.

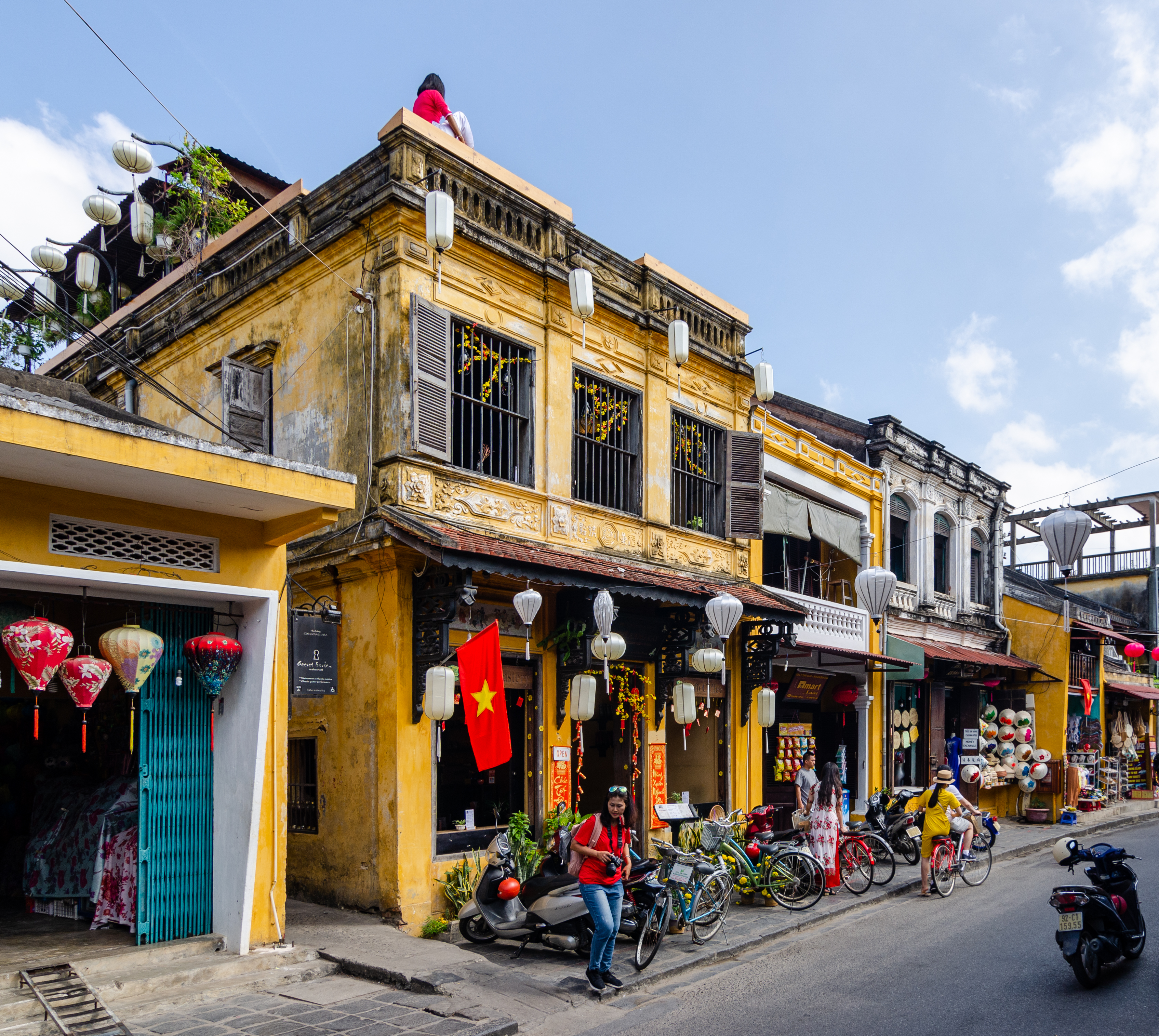
Hoi An Ancient Town, una popolare destinazione turistica in Vietnam

Nel 2012, il Vietnam ha accolto 6,8 milioni di visitatori internazionali e si prevede che il numero supererà i 7 milioni nel 2013. Il Vietnam continua ad emergere come destinazione attraente. Nella lista di TripAdvisor delle 25 migliori destinazioni asiatiche 2013 per scelta dei viaggiatori, ci sono quattro città del Vietnam, vale a dire Hanoi, Ho Chi Minh City, Hoi An e Ha Long.
Il 2016 è stato il primo anno in assoluto in cui il Vietnam ha accolto oltre 10 milioni di visitatori internazionali. Da allora, questa cifra ha continuato a crescere. Nel 2019, il Vietnam con 18 milioni di visitatori internazionali è stato il quinto paese più visitato nella regione Asia-Pacifico secondo la classifica del turismo mondiale pubblicata dall'Organizzazione mondiale del turismo delle Nazioni Unite.

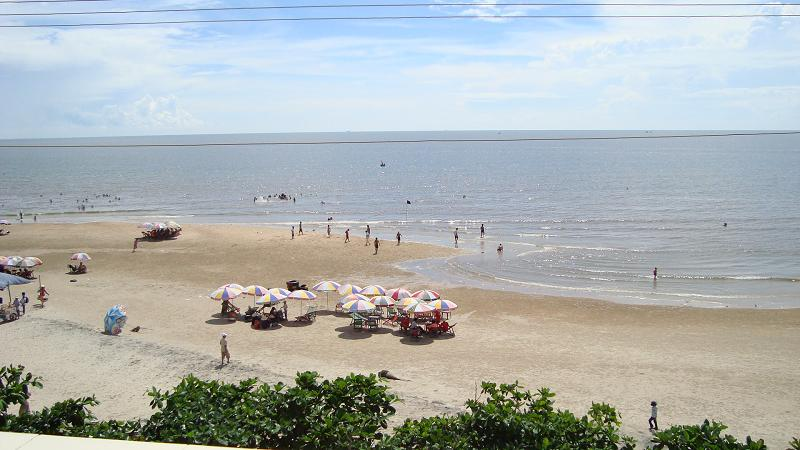
spiaggia di Long Hải in Vietnam

Durante la pandemia COVID-19 in Vietnam, il paese ha sospeso l'emissione di tutti i visti turistici da marzo 2020, a partire da settembre 2020, il paese è ancora chiuso ai turisti stranieri, con piani di riapertura per il turismo da un numero limitato di paesi asiatici. Il paese ha registrato un aumento del 98% su base annua calo dei visitatori stranieri per aprile 2020. Senza alcuna riapertura per i turisti in vista, il governo ha chiesto la promozione del turismo interno. I ricavi totali del turismo sono diminuiti di oltre il 60% su base annua a luglio 2020.